# تسمية الاتحاد الدولي للكيمياء البحتة والتطبيقية للكيمياء اللاعضوية

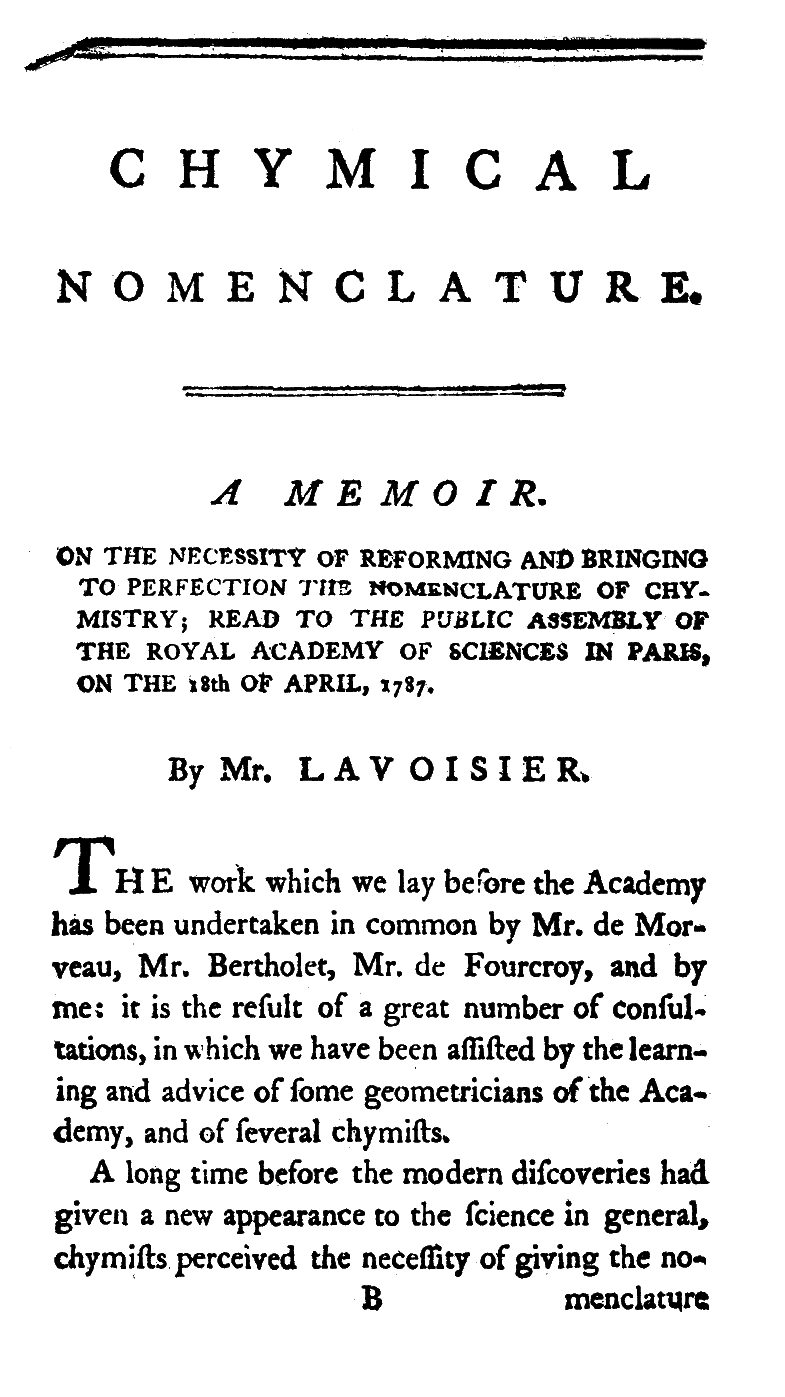

تسمية الاتحاد الدولي للكيمياء البحتة والتطبيقية للكيمياء اللاعضوية، طريقة نظامية لتسمية المركبات الكيمياء اللاعضوية كما يوصي بها الاتحاد الدولي للكيمياء البحتة والتطبيقة (ايوباك).
بشكل مثالي يجب أن يكون لكل مركب لا عضوي اسم يمكن من خلاله تعيين الصيغة بشكل لا يقبل الشك أو التردد. ومن الجدير بالذكر أنه يوجد نظام لتسمية المركبات العضوية أيضاً.
الاسم «كافايين» و «3,7-ثنائي هايدرو - 1,3,7 ثلاثي اثيل - 1H - بيورين -2,6-ديون» "3,7-dihydro-1,3,7-trimethyl-1H-purine-2,6-dione" يشيران إلى المركب الكيميائي ذاته.
يرمز الاسم النظامي إلى البنية والتركيب الخاص بجزيئة الكافايين بشيء من التفصيل، ویوفر إشارة واضحة إلى هذه المركب، بينما الاسم (كافايين) يقدم تسمية لهذا المركب فقط. هذه الميزات جعلت من الاسم النظامي الأكثر تفضيلاً نسبة إلى الاسم الشائع حيثما كان المطلوب الوضوح والدقة التامين. ولكن توخياً للاختصار، فإن الكيميائيين المحترفين قد يلجئون إلى التسمية غير النظامية في أغلب الأحيان، لأن الكافيين مركب مشهور وشائع وله صيغة تركيبية فريدة. وبصورة مشابهة، فإن الـ H2O يسمى عادة بالماء، على الرغم من وجود أسماء نظامية أخرى له.

## قواعد التسمية
1. الأنيونات ذات الذرة المفردة تسمى بإضافة اللاحقة (ide)بالإنجليزية (ايد) بالعربية، مثال: -H يسمى هايدرايد (Hydride).
2. في المركبات ذات الأيون الموجب كتايون يكون اسم المركب هو نفسه اسم الكتايون (عادة ما يكون اسم العنصر ذاته) مثال: NaCl هو كلوريد الصوديوم (Sodium chloride) و CaF2 هو فلوريد الكالسيوم (Calcium fluoride).ملاحظة: في اللغة العربية يتم تبديل ترتيب الكلمات المكونة للاسم، كما في الأمثلة أعلاه، فبالإنجليزية يسمى NaCl بـ (Sodium chloride) أما بالعربية فيتم قلب مواضع الكلمتين ليصبح الاسم كلوريد الصوديوم.
3. يتم إضافة الأعداد الرومانية بين قوسين، إلى الكتيونات التي تمتلك أكثر من شحنة موجبة واحدة، مثال: +Cu يسمي Copper (I)، و 2+Cu يسمى Copper(II). وهناك طريقة قديمة في تسمية مثل هذه الكتيونات وتتم بإضافة اللاحقة (ous) بالعربية (اوز) و (ic) بالعربية (ايك) إلى جذر الاسم اللاتيني وذلك لتسمية العنصر ذو الشحنة الأعلى أو الأدنى. وبالاستناد إلى هذه الطريقة يصبح +Cu نحاسوز cuprous والـ 2+Cu نحاسيك cupric.
4. الأيونات الأوكسجينية Oxyanions (أنيونات متعددة الذرات تحتوي على الأكسجين تسمى بإضافة اللاحقة ite- أو ate- تبعاً لكمية الأكسجين. مثال: 2-NO هو Nitrite، بينما 3-NO هو Nitrate. وإن كان هنالك احتمال وجود أربعة أينونات أوكسجينية يتم استخدام البادئة -hypo و -per مثال: -ClO هو Hypochlorite، و 4-ClO هو Perchlorate، كما تستخدم البادئة -bi للإشارة إلى وجود أيون هيدروجين واحد، كما في Sodium bicarbonate (NaHCO3). أما الطريقة الحديثة تسمي ذرة الهيدروجين، فيصبح اسم المركب السابق Sodium hydrogen carbonate.

تسمى الأيونات ذات الشحنة الموجبة بالكتيونات، وذات الشحنة السالبة بالأنيونات. دائماً ما يكون الكتيون في المرتبة الأولى عند التسمية. يمكن أن تكون الأيونات فلزات متعددة الذرات. لذا يكون اسم الفلز أو الأيون الموجب المتعدد الذرات متبوعاً باسم اللافلز أو الأيون السالب المتعدد الذرات. كما يحتفظ الأيون الموجب باسم عنصره، بينما تتغير نهاية أنيون اللافلز إلى (ide).
مثال:
sodium chloride, potassium oxide calcium carbonate.
وهناك نظام تسمية قديم يستخدم اللواحق والسوابق للإشارة إلى العدد التأكسدي، وذلك حسب الجدول التالي:
| الحالة التأكسدية | الكتيونات والحوامض | الأنيونات   |
| ---------------- | ------------------ | ----------- |
| الأقل            | hypo- -ous         | hypo- -ite  |
|                  | -ous               | -ite        |
|                  | -ic                | -ate        |
|                  | per- -ic           | per- -ate   |
| الأعلى           | hyper- -ic         | hyper- -ate |

## قائمة بأسماء الأيونات الشائعة

### أيونات أحادية الذرة
Cl− كلوريد chloride
S2− سلفيد sulfide
P3− فوسفيد phosphide

### أيونات متعددة الذرات
NH4+  أمونيوم ammonium
H3O+ هايدرونيوم hydr-oxonium
NO3−  نترات nitrate
NO2− نايترات nitrite
ClO− هايبوكلورايت hypochlorite
ClO2− كلورايت chlorite
ClO3− كلورات chlorate
ClO4− فوق كلورايت perchlorate
SO32−  سلفايت sulfite
SO42− سلفات sulfate
HSO3− هيدروجين سلفايت (أو بيسلفايت) hydrogen sulfite , bisulfite
HCO3− كاربونات الهيدروجين (أو بكاربونات)hydrogen carbonate , bicarbonate
CO32− كاربونات carbonate
PO43− فوسفات phosphate
HPO42− فوسفات الهيدروجين hydrogen phosphate
H2PO4− فوسفات ثنائي الهيدروجين dihydrogen phosphate
CrO42− كرومات chromate
Cr2O72− ثنائي الكرومات dichromate
BO33− بورات borate
AsO43−  زرنيخات arsenate
C2O42− اوكزالات oxalate
CN− سيانيد cyanide
SCN− ثيوسيانايت thiocyanate
MnO4− فوق المنغنات permanganate

## تسمية الهايدرات
الهايدرات مركبات أيونية امتصت الماء. وتسمى هذه المركبات باسم المركب الأيوني متبوعاً بسابقة رقمية ثم (hydrate-). السابقة الرقمية المستخدمة هي كالتالي:
1. mono-
2. di-
3. tri-
4. tetra-
5. penta-
6. hexa-
7. hepta-
8. octa-
9. nona-
10. deca-

مثال: CuSO4 · 5H2O هو "copper(II) sulfate pentahydrate"

## تسمية المركبات الجزيئية
تسمى المركبات الجزيئية اللاعضوية بإضافة لاحقة (انظر أعلاه) قبل اسم كل عنصر. ويكتب العنصر الأعلى سالبية كهربائية في النهاية مع إضافة اللاحقة ide−. فعلى سبيل المثال CO2 هو Carbon dioxide. وعلى الرغم من أن CCl4 يسمى في بعض الأحيان Carbon tetrachloride بالاستناد إلى هذه القاعدة، إلا أنه ليس مركباً لاعضوياً وغالباً ما يسمى بـ tetrachloromethane. ومع ذلك، فهناك بعض الاستثناءات لهذه القاعدة. لا يتم استخدام اللاحقة -mono مع اسم العنصر الأول، فعل سبيل المثال CO2 هو carbon dioxide وليس "monocarbon dioxide". في بعض الأحيان يتم اختصار اللاحقة عندما يبدأ اسم المركب بحرف صوتي vowel letter، ووجود حرفي العلة يصعب قراءة اسم المركب، لذا يتم حذف حرف العلة الأخير من اللاحقة، مثال: CO هو "carbon monoxide" وليس "monooxide".

## تسمية الحوامض
تسمى الحوامض باسم الأنيون الذي تكونه عند انحلالها في الماء. فإن كون الحامض أنيوناً يسمى ide_____ يكون اسم الحامض hydro_____ic acid. مثال: hydrochloric acid يكون أنيون chloride. مع الكبريت تبقى الكلمة كاملة بدلاً من الجذر أي تصبح hydrosulfuric acid. الأنيونات التي تنتهي بـ ate− تتكون عند إذابة حوامض تنتهي أسماءها باللاحقة ic- مثال: Chloric acid وهو HClO3 والذي يتفكك إلى أنيون الـ chlorate مكوناً أملاح مختلفة مثل Sodium chlorate NaClO3؛ الأنيونات التي تنتهي باللاحقة ite− تتكون عند إذابة حوامض تنتهي أسماءها باللاحقة ous- مثال: Chlorous acid وهو HClO2 والذي يتفكك إلى أنيونات الـ Chlorite مكوناً أملاح مختلفة مثل Sodium chlorite وهو NaClO2.